# S/2011 (2005 VZ122) 1
S/2011 (2005 VZ122) 1, também escrito como S/2011 (2005 VZ122) 1, é o objeto secundário do corpo celeste denominado de 2005 VZ122. Ele é um objeto transnetuniano que tem cerca de 49 km de diâmetro e orbita o corpo primário a uma distância de 2 300 ± 300 km.

## Descoberta
S/2011 (2005 VZ122) 1 foi descoberto no dia 25 de setembro de 2008 através do Telescópio Espacial Hubble e sua descoberta foi anunciada em 2011.